# Halbinsel Viimsi

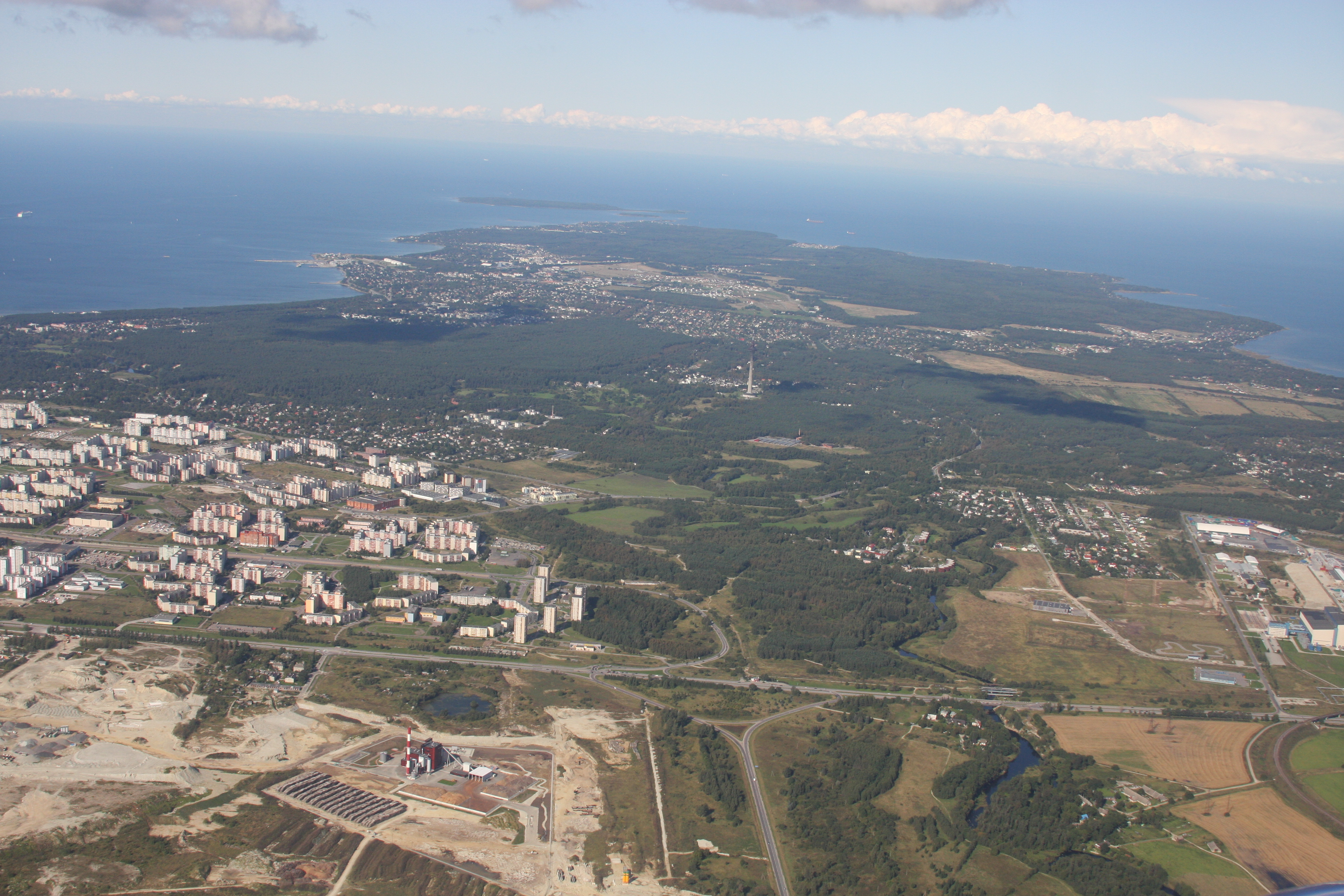
Luftbild der Halbinsel Viimsi

Die Halbinsel Viimsi ist eine Halbinsel im Norden Estlands, die im Westen an Tallinn und im Osten an die Bucht von Muuga grenzt. Die Halbinsel hat eine Fläche von ca. 50 km², eine Länge von ca. 10 km und eine durchschnittliche Breite von 5 km.